# Polonek magnezu
Polonek magnezu, MgPo – nieorganiczny związek chemiczny z grupy polonków, połączenie polonu i magnezu. Formalnie może być uważany za sól nieznanego kwasu polonowodorowego. Razem z innymi polonkami należy do najbardziej chemicznie stabilnych związków polonu. Jak wszystkie związki polonu jest nadzwyczaj toksyczny.

## Otrzymywanie
Polonek magnezu można otrzymać poprzez syntezę z pierwiastków składowych – ogrzewanie mieszaniny magnezu i polonu w temperaturze 300-400 °C.

Mg + Po → MgPo

## Struktura
Polonek magnezu ma strukturę nikielinu (NiAs). Jako jeden z dwóch polonków (drugim jest polonek rtęci(II) HgPo) nie jest on izomorficzny z odpowiednim siarczkiem, selenkiem i tellurkiem.